# Muricohedbergella
Muricohedbergella es un género de foraminífero planctónico de la Subfamilia Hedbergellinae, de la Familia Hedbergellidae, de la Superfamilia Rotaliporoidea, del Suborden Globigerinina y del Orden Globigerinida. Su especie tipo era Hedbergella delrioensis. Su rango cronoestratigráfico abarcaba el Albiense (Cretácico inferior).

## Descripción
Muricohedbergella incluía especies con conchas trocoespiraladas, de forma discoidal-globular; sus cámaras eran globulares o ligeramente comprimidas, creciendo en tamaño de forma gradual; sus suturas intercamerales eran rectas e incididas; su contorno era redondeando o subpoligonal, y lobulado; su periferia era redondeada; su ombligo era estrecho; su abertura era interiomarginal, umbilical-extraumbilical, en forma de arco bajo y bordeada por un labio; presentaba pared calcítica hialina, macroperforada, con la superficie densamente pustulada (muricada).

## Discusión
El género Muricohedbergella no ha tenido mucha difusión entre los especialistas. Algunos autores han considerado Muricohedbergella un sinónimo subjetivo posterior de Hedbergella. Sin embargo, Muricohedbergella se distingue por la pared muricada de su concha, a diferencia de Hedbergella s.s. que tiene una pared papilada debido a la presencia de poros en túmulo. Algunas clasificaciones incluirían Muricohedbergella en la superfamilia Globigerinoidea.

## Paleoecología
Muricohedbergella incluía especies con un modo de vida planctónico, de distribución latitudinal cosmopolita, y habitantes pelágicos de aguas superficiales (medio epipelágico y nerítico externo).

## Clasificación
Muricohedbergella incluía a las siguientes especies:
- Muricohedbergella delrioensis †
- Muricohedbergella flandrini †
- Muricohedbergella holmdelensis †
- Muricohedbergella monmouthensis †
- Muricohedbergella planispira †
- Muricohedbergella praelibyca †
- Muricohedbergella simplex †